# Reygade
Reygade település Franciaországban, Corrèze megyében. Lakosainak száma 181 fő (2022. január 1.). Reygade Altillac, Bassignac-le-Bas, La Chapelle-Saint-Géraud, Mercœur és Monceaux-sur-Dordogne községekkel határos.

## Népesség
A település népessége az elmúlt években az alábbi módon változott:
| Lakosok száma | 226  | 202  | 172  | 182  | 195  | 194  | 189  | 188  | 187  | 181  |
|               | 1968 | 1982 | 1990 | 2006 | 2013 | 2015 | 2017 | 2019 | 2020 | 2022 |